# Carlos Auzqui
Carlos Daniel Auzqui (Longchamps, 16 de marzo de 1991) es un futbolista profesional argentino  que juega como extremo en Atlético Tucumán de la Primera División de Argentina. Es hermano menor del futbolista Diego Auzqui.

## Trayectoria

### Estudiantes
Formado en las divisiones inferiores de Estudiantes de La Plata, debutó profesionalmente el 3 de diciembre de 2009 vistiendo la camiseta del Pincha contra Chacarita Juniors por la 17° fecha de la Torneo Apertura 2009 en lo que sería empate como local por 0-0.
Fue parte del plantel que se consagró campeón en el año 2010 del torneo Apertura, jugando un total de 5 encuentros.
Convirtió sus primeros tantos en la máxima categoría el 3 de diciembre de 2012 en la victoria de su equipo frente a San Martín de San Juan por 2 a 0, por la 18° fecha del Torneo Inicial.
Por el Torneo Transición 2016 convirtió un tanto en la goleada de su equipo en el clásico ante Gimnasia. Aquella tarde, Carlos marcaría el segundo tanto de la goleada por 3 a 0.

### River Plate
En febrero de 2017 firma contrato por 4 años y medio, y se convierte en nuevo jugador del club.

### Huracán
El 27 de julio de 2018, tras no ser tenido en cuenta por Marcelo Gallardo en River Plate, se confirmó su llegada a préstamo a Huracán con opción de compra.

### Lanús
El 17 de julio de 2019, tras no ser tenido en cuenta nuevamente por Marcelo Gallardo en River Plate, se confirmó su llegada a préstamo a Lanús con opción de compra.

### Talleres
El 1 de noviembre de 2020 se da a conocer la información de la llegada a préstamo del jugador a Talleres hasta diciembre del 2021 con opción de compra.

### Ferencváros
A principios de febrero de 2022, tras nuevamente no ser tenido en cuenta por Marcelo Gallardo, a pesar de no seguir en el club, es transferido al Ferencváros de Hungría. River Plate,club dueño de su pase, recibirá 650 mil euros por la transferencia del Perro, por cuyo pase le quedará además un 15 por ciento de plusvalía en caso de que en el futuro se dé una nueva venta.
En un 2022, muy exitoso con el equipo de Ferencváros, el equipo de Auzqui se había consagrado tetracampeón en la Liga Húngara tras de vencer 2-1 a su clásico rival, El Újpest. Y, no conforme con ello, Ferencváros goleó 3 a 0 al Paksi Sportegyesület en la final, en la que fue titular y se coronó campeón de la Copa de Hungría.

### San Lorenzo de Almagro
En julio de 2023 fue fichado por San Lorenzo.

### O'Higgins
Tras defender brevemente los colores de San Lorenzo de Almagro, y no ser tenido en cuenta por el gallego Insua, aconsejado por Marcelo Daniel Gallardo, el 21 de febrero de 2024, el Club Deportivo O'Higgins anunció la contratación de Auzqui para reforzar al elenco de Rancagua de cara a la temporada 2024 de la Primera División de Chile.

### Atlético Tucumán
A principios de 2025 llegó libre a Atlético Tucumán.

## Estadísticas

### Clubes
- Actualizado hasta el 19 de agosto de 2025.

| Estudiantes de La Plata Argentina | 1.ª           | 2009-10       | 1   | 0  | 0  | -  | - | - | -  | - | - | 1   | 0  | 0  | 0,00 |
| Estudiantes de La Plata Argentina | 1.ª           | 2010-11       | 8   | 0  | 0  | -  | - | - | 2  | 0 | 0 | 10  | 0  | 0  | 0,00 |
| Estudiantes de La Plata Argentina | 1.ª           | 2011-12       | 1   | 0  | 0  | 1  | 0 | 0 | -  | - | - | 2   | 0  | 0  | 0,00 |
| Estudiantes de La Plata Argentina | 1.ª           | 2012-13       | 29  | 2  | 2  | 3  | 0 | 0 | -  | - | - | 32  | 2  | 2  | 0,06 |
| Estudiantes de La Plata Argentina | 1.ª           | 2013-14       | 30  | 0  | 2  | -  | - | - | -  | - | - | 30  | 2  | 2  | 0,06 |
| Estudiantes de La Plata Argentina | 1.ª           | 2014          | 14  | 0  | 0  | 3  | 0 | 0 | 2  | 0 | 1 | 19  | 0  | 1  | 0,00 |
| Estudiantes de La Plata Argentina | 1.ª           | 2015          | 30  | 3  | 2  | 4  | 1 | 0 | 10 | 1 | 1 | 42  | 5  | 3  | 0,11 |
| Estudiantes de La Plata Argentina | 1.ª           | 2016          | 14  | 2  | 1  | -  | - | - | -  | - | - | 12  | 2  | 1  | 0,16 |
| Estudiantes de La Plata Argentina | 1.ª           | 2016-17       | 13  | 4  | 1  | 2  | 0 | 0 | 2  | 0 | 0 | 17  | 4  | 1  | 0,23 |
| Estudiantes de La Plata Argentina | Total club    | Total club    | 130 | 13 | 8  | 13 | 1 | 0 | 16 | 1 | 2 | 159 | 15 | 10 | 0,09 |
| C. A. River Plate Argentina | 1.ª           | 2016-17       | 10  | 2  | 0  | 1  | 0 | 0 | 5  | 0 | 2 | 16  | 2  | 2  | 0,12 |
| C. A. River Plate Argentina | 1.ª           | 2017-18       | 14  | 1  | 2  | 6  | 1 | 1 | 6  | 0 | 0 | 26  | 2  | 3  | 0,07 |
| C. A. River Plate Argentina | Total club    | Total club    | 24  | 3  | 2  | 7  | 1 | 1 | 11 | 0 | 2 | 42  | 4  | 5  | 0,09 |
| C. A. Huracán Argentina | 1.ª           | 2018-19       | 20  | 3  | 0  | 3  | 0 | 0 | 4  | 0 | 0 | 27  | 3  | 0  | 0,12 |
| C. A. Huracán Argentina | Total club    | Total club    | 20  | 3  | 0  | 3  | 0 | 0 | 4  | 0 | 0 | 27  | 3  | 0  | 0,12 |
| C. A. Lanús Argentina | 1.ª           | 2019-20       | 22  | 4  | 4  | 4  | 0 | 1 | 2  | 0 | 1 | 28  | 4  | 6  | 0,14 |
| C. A. Lanús Argentina | Total club    | Total club    | 22  | 4  | 4  | 4  | 0 | 1 | 2  | 0 | 1 | 28  | 4  | 6  | 0,14 |
| Talleres de Córdoba Argentina | 1.ª           | 2020          | -   | -  | -  | 10 | 1 | 0 | -  | - | - | 10  | 1  | 0  | 0,10 |
| Talleres de Córdoba Argentina | 1.ª           | 2021          | 22  | 5  | 3  | 19 | 4 | 1 | 6  | 1 | 2 | 47  | 10 | 6  | 0,21 |
| Talleres de Córdoba Argentina | Total club    | Total club    | 22  | 5  | 3  | 29 | 5 | 1 | 6  | 1 | 2 | 57  | 11 | 6  | 0,19 |
| Ferencváros T. C. · Hungría | 1.ª           | 2021-22       | 8   | 1  | 0  | 3  | 0 | 1 | 0  | 0 | 0 | 11  | 1  | 1  | 0,09 |
| Ferencváros T. C. · Hungría | 1.ª           | 2022-23       | 17  | 3  | 1  | 1  | 0 | 0 | 4  | 1 | 0 | 22  | 4  | 1  | 0,30 |
| Ferencváros T. C. · Hungría | Total club    | Total club    | 25  | 4  | 1  | 4  | 0 | 1 | 4  | 1 | 0 | 33  | 5  | 2  | 0,20 |
| C. A. San Lorenzo Argentina | 1.ª           | 2023          | 5   | 0  | 0  | 3  | 0 | 0 | 0  | 0 | 0 | 8   | 0  | 0  | 0,00 |
| C. A. San Lorenzo Argentina | Total club    | Total club    | 5   | 0  | 0  | 3  | 0 | 0 | 0  | 0 | 0 | 8   | 0  | 0  | 0,00 |
| C. D. O'Higgins · Chile | 1.ª           | 2024          | 19  | 0  | 1  | 2  | 1 | 0 | 0  | 0 | 0 | 21  | 1  | 1  | 0,04 |
| C. D. O'Higgins · Chile | Total club    | Total club    | 19  | 0  | 1  | 2  | 1 | 0 | 0  | 0 | 0 | 21  | 1  | 1  | 0,04 |
| Atlético Tucumán Argentina | 1.ª           | 2025          | 12  | 1  | 1  | 3  | 0 | 0 | 0  | 0 | 0 | 15  | 1  | 1  | 0,06 |
| Atlético Tucumán Argentina | Total club    | Total club    | 12  | 1  | 1  | 3  | 0 | 0 | 0  | 0 | 0 | 15  | 1  | 1  | 0,06 |
| Total carrera | Total carrera | Total carrera | 279 | 33 | 20 | 68 | 8 | 4 | 43 | 3 | 7 | 390 | 44 | 31 | 0,11 |
| (1) Las copas nacionales se refiere a la Copa Argentina, Supercopa Argentina, Copa de la Liga y Copa de Hungría. (2) Las copas internacionales se refiere a la Copa Libertadores y Copa Sudamericana. (3) Media de goles por encuentro. No incluye goles en partidos amistosos. |               |               |     |    |    |    |   |   |    |   |   |     |    |    |      |

### Resumen estadístico
|                      | Partidos | Goles | Promedio |
| -------------------- | -------- | ----- | -------- |
| Primera División     | 270      | 32    | 0,11     |
| Copas nacionales     | 65       | 8     | 0,12     |
| Copa internacionales | 43       | 3     | 0,06     |
| Total                | 378      | 43    | 0,11     |

## Palmarés

### Campeonatos nacionales
| Título              | Club                       | País      | Año     |
| ------------------- | -------------------------- | --------- | ------- |
| Primera División    | C. Estudiantes de La Plata | Argentina | A-2010  |
| Copa Argentina      | C. A. River Plate          | Argentina | 2016-17 |
| Nemzeti Bajnokság I | Ferencváros T. C.          | Hungría   | 2021-22 |
| Copa de Hungría     | Ferencváros T. C.          | Hungría   | 2021-22 |
| Nemzeti Bajnokság I | Ferencváros T. C.          | Hungría   | 2022-23 |

### Campeonatos internacionales
| Título            | Equipo            | Sede   | Año  |
| ----------------- | ----------------- | ------ | ---- |
| Copa Libertadores | C. A. River Plate | Madrid | 2018 |